# Helene Wildbrunn

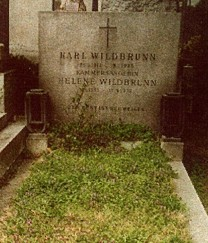
Grabstätte von Helene Wildbrunn

Helene Wildbrunn, geborene Helene Wehrenfennig, (* 8. April 1882 in Wien; † 10. April 1972 ebenda) war eine österreichische Opernsängerin (Alt/Sopran) und Gesangspädagogin.

## Leben
Wildbrunn studierte in Wien, debütierte 1907 am Stadttheater in Dortmund, wirkte von 1914 bis 1918 an der Hofoper Stuttgart, 1919 bis 1925 an der Berliner Staatsoper, 1925 bis 1932 an der Berliner Städtischen Oper und war von 1919 bis 1932 auch Mitglied der Wiener Staatsoper. 1925 war sie in Don Juan bei den Salzburger Festspielen als Donna Anna zu sehen. 1932 wurde sie, schon zur Kammersängerin ernannt, auch als Ehrenmitglied der Wiener Staatsoper ausgezeichnet.
Ab 1932 trat sie nur noch als Konzertsängerin auf und lehrte ab 1950 an der Wiener Musikakademie als Professorin. Sie war eine gefeierte Wagner-Sängerin, hatte ein großes Stimmvolumen, dramatische Gestaltungskraft und feines Stilgefühl. Als Gast war sie an allen großen Opernhäusern der Welt gefragt.
Helene Wildbrunn war mit dem tschechischen Tenor Karl Wildbrunn verheiratet.
Ihre Grabstätte befindet sich auf dem Friedhof Wien, Neustift am Walde (Gruppe J, Reihe 1, Nummer 1).

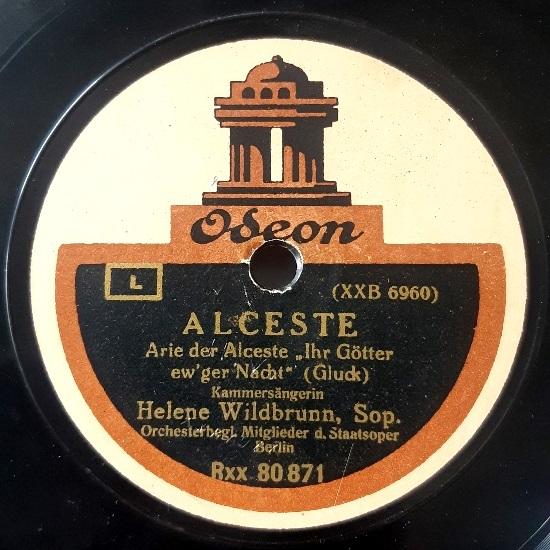
Schallplatte von Helene Wildbrunn (Berlin 1924)

Helene Wildbrunn hinterließ Schallplatten bei Grammophon (Berlin 1919–21) und Odeon (Berlin 1924).